# La Divina Commedia (opera)
La Divina Commedia Opera Musical è stata composta da Marco Frisina su libretto di Gianmario Pagano e Andrea Ortis, ispirato al poema di Dante Alighieri. Lo spettacolo è prodotto dalla MIC International Company con la regia di Andrea Ortis.
(Dante, Paradiso, XV, vv. 34-36)

## Caratteristiche e rappresentazioni dello spettacolo
Gli interpreti sono stati scelti tramite un casting on-line e gli attori Vittorio Matteucci e Lalo Cibelli sono stati i primi a interpretare rispettivamente i personaggi di Dante e Virgilio.
Il percorso rappresentato nell'opera è quello della ricerca dell'amore attraverso i canti che ne parlano, dall'inferno al purgatorio al paradiso.
I personaggi che si incontrano, oltre a Dante, Virgilio e Beatrice sono: Caronte, Francesca da Rimini, Pier della Vigna, Ulisse, Ugolino della Gherardesca, Manfredi, Pia de' Tolomei, Guido Guinizzelli, Arnaud Daniel, Matelda, Piccarda Donati, San Tommaso, San Bernardo.
La prima assoluta dello spettacolo è avvenuta a Roma, nella zona di Tor Vergata, il 22 novembre 2007 in una tensostruttura realizzata ad hoc per lo spettacolo e denominata Teatro Divina Commedia. Alla prima hanno assistito 2500 spettatori.
Lo spettacolo, che si avvale di un palcoscenico molto grande e di forma circolare, prevede un cast numeroso, composto da venti cantanti-attori, trenta ballerini e dieci acrobati, nonché un elevato numero di costumi (oltre cinquecento), quattro proiettori in alta definizione e creature fantastiche meccanizzate progettate da Carlo Rambaldi, tre volte vincitore dell'Oscar per gli effetti speciali. La tensostruttura utilizzata per la rappresentazione presentava dimensioni notevoli: 150 metri di lunghezza, 40 di larghezza e 18 di altezza interna e un palcoscenico di 250 m² di superficie. Le musiche dello spettacolo sono state eseguite dal vivo da un'orchestra di oltre cento elementi.
Lo spettacolo, dopo quattro mesi di permanenza a Roma e una presenza complessiva di 50.000 spettatori, è stato rappresentato poi al Teatro Palasharp di Milano e al Teatro Palapentimele di Reggio Calabria, registrando una presenza complessiva di altri 80.000 spettatori.

## Cast 2007-2008
- Dante: Vittorio Matteucci / Andrea Colloredo
- Beatrice: Stefania Fratepietro / Claudia Paganelli
- Virgilio: Lalo Cibelli / Alessandro Castriota Scanderbeg
- Caronte: Fabrizio Flamini / Francesco Marzi
- Francesca: Manuela Zanier / Valentina Spreca
- Pier Delle Vigne: Alberto Mangia Vinci / Alessandro Campone
- Ulisse: Alberto Lupo Janelli / Massimiliano Colonna
- Manfredi: Alberto Lupo Janelli / Massimiliano Colonna
- Conte Ugolino: Vittorio Bari / Enrico Bernardi
- Tommaso D'Aquino: Vittorio Bari / Enrico Bernardi
- Pia de'Tolomei: Noemi Smorra / Elena Tavella
- Matelda: Paola Cecchi / Francesca Tenuta
- Bernando: Claudio Compagno / Federico Paciotti
- Guido: Claudio Compagno / Federico Paciotti
- Piccarda: Francesca Risoli / Daniela Bulleri

## Cast 2010-2011
- Dante: Vittorio Bari

1* Beatrice: Mariangela Aruanno
- Virgilio: Lalo Cibelli
- Caronte: Paolo Bianca/Alessio D’Aniello
- Francesca: Valentina Spreca
- Pier Delle Vigne: Giorgio Adamo
- Ulisse: Alberto Lupo Janelli / Giovanni De Filippi
- Conte Ugolino: Paolo Bianca/ Alessio D’Aniello
- Tommaso D'Aquino: Paolo Bianca/Alessio D’Aniello
- Pia de'Tolomei: Elena Tavella
- Matelda: Valentina Spreca
- Bernando: Alberto Lupo Janelli / Giovanni De Filippi
- Guido: Alberto Lupo Janelli /Giovanni De Filippi
- Piccarda: Elena Tavella

## Cast 2018
- Narratore: Giancarlo Giannini
- Dante: Antonello Angiolillo
- Beatrice: Myriam Somma / Noemi Bordi
- Virgilio: Andrea Ortis
- Caronte: Francesco Iaia
- Francesca: Manuela Zanier / Rosy Bonfiglio
- Pier Delle Vigne: Daniele Venturini
- Ulisse: Angelo Minoli
- Conte Ugolino: Francesco Iaia
- Pia de'Tolomei: Federica Basile / Mariacarmen Iafigliola
- Matelda: Manuela Zanier / Rosy Bonfiglio
- Arnaut: Daniele Venturini
- La Donna: Federica Basile / Mariacarmen Iafigliola

## Cast 2018-2019
- Dante: Antonello Angiolillo
- Beatrice: Myriam Somma / Noemi Bordi
- Virgilio: Andrea Ortis
- Caronte: Francesco Iaia
- Francesca: Manuela Zanier
- Pier Delle Vigne: Daniele Venturini
- Ulisse: Angelo Minoli
- Conte Ugolino: Francesco Iaia
- Catone: Brian Boccuni
- Pia de’ Tolomei: Mariacarmen Iafigliola
- Matelda: Manuela Zanier
- Arnaut: Daniele Venturini
- Guido Guinizzelli: Angelo Minoli
- La Donna: Mariacarmen Iafigliola
- L’uomo: Brian Boccuni
- Maria: Noemi Bordi
- San Bernardo: Francesco Iaia
- San Tommaso: Brian Boccuni

## Cast 2019-2020
- Dante: Antonello Angiolillo
- Beatrice: Myriam Somma
- Virgilio: Andrea Ortis
- Caronte: Francesco Iaia
- Francesca: Noemi Smorra / Martina Maiorino
- Pier Delle Vigne: Antonio Sorrentino
- Ulisse: Angelo Minoli
- Conte Ugolino: Antonio Melissa
- Catone: Antonio Melissa
- Cesare: Francesco Iaia
- Pia de' Tolomei: Federica Basile
- Matelda: Noemi Smorra / Martina Maiorino
- Arnaut: Antonio Sorrentino
- La Donna: Federica Basile
- San Bernardo: Francesco Iaia
- San Tommaso: Antonio Melissa

## Cast 2021-2022
- Dante: Antonello Angiolillo
- Beatrice: Myriam Somma
- Virgilio: Andrea Ortis
- Caronte: Antonio Melissa
- Francesca: Noemi Smorra
- Pier Delle Vigne: Antonio Sorrentino
- Ulisse: Angelo Minoli
- Conte Ugolino: Antonio Melissa
- Catone: Brian Boccuni
- Pia de' Tolomei: Mariacarmen Iafigliola
- Matelda: Noemi Smorra
- Arnaut: Antonio Sorrentino
- La Donna: Mariacarmen iafigliola
- San Bernardo: Antonio Melissa
- San Tommaso: Brian Boccuni

## Trama
La vicenda, suddivisa in due atti, ricalca la narrazione dantesca.

### Primo Atto

#### Prologo
In una danza cosmica lottano gli angeli Michele e Lucifero, che, sconfitto, cade dando origine all'Inferno. Nel punto in cui è precipitato sorge un groviglio di tronchi, rovi e rami: è la selva oscura in cui è imprigionato un uomo, Dante, che canta nell'aria Notte il suo desiderio di andare oltre l'oscurità che lo circonda. Da uno spiraglio di luce nella selva, egli intravede l'amata Beatrice e ode la sua voce che, cantando l'Amore che muove il sole e le stelle, gli infonde coraggio.
Dante cerca di uscire dalla selva quando tre fiere spaventose, una lince, un leone e una lupa, tentano di respingerlo dentro. Sta per arrendersi, quando in suo aiuto giunge il poeta Virgilio, inviato dal Cielo e dalla stessa Beatrice a proporgli il viaggio che lo porterà a ritrovare la libertà e l'amore. Dante accetta.

#### Inferno
I due poeti si ritrovano davanti alla Porta dell'Inferno su cui compaiono, ben leggibili, parole misteriose e terribili, sottolineate dal coro Lasciate ogni speranza. Improvvisamente un tuono annuncia l'arrivo di Caronte, il traghettatore infernale, che con dure parole - Guai a voi... - preannuncia ai dannati la pena che li attende per aver vissuto senza amore. Notata la presenza di Dante, Caronte si rifiuta di lasciarlo salire sulla barca perché è un uomo vivo, ma Virgilio lo costringe ad obbedire rivelandogli che il viaggio del poeta nell'aldilà avviene per volontà divina.
Iniziano gli incontri tra Dante e le anime dei personaggi. La prima è Francesca da Rimini, che nell'aria Amor che a nullo amato racconta la storia del suo grande e sfortunato amore adultero.
Dante e Virgilio scendono sempre di più nell'Abisso e arrivano alle mura della città infernale di Dite, dove i demoni si prendono gioco di loro e tre orribili Furie, Aletto, Tesifone e Megera, capeggiate da Medusa, sembrano mettere a repentaglio il buon esito del cammino. Di nuovo Dante viene salvato dall'intervento divino, che gli dà forza luce e speranza per proseguire.
Dante incontra nei gironi successivi Pier della Vigna, Ulisse e il conte Ugolino. Pier delle Vigne, trasformato in una pianta come tutti i suicidi, racconta di sé e dell'ingiustizia subita; Ulisse narra della sua insaziabile sete di conoscenza, mentre le anime dei suoi compagni di avventura mimano danzando la loro navigazione senza ritorno oltre le Colonne d'Ercole per seguir virtute e conoscenza. Dante ascolta le loro storie e duettando con ciascuno partecipa della loro eterna sofferenza riconoscendosi nelle debolezze che li hanno condotti in quel luogo terribile.
Man mano che la discesa prosegue si aggravano le colpe e le pene inflitte alle anime che le hanno commesse, fino a che un gelo disumano impedisce ogni movimento. Il freddo è generato dall'odio di Lucifero, situato nel punto più profondo dell'Inferno. La sua visione è la più terribile. Le sue ali generano un gran turbine di vento nel tentativo di liberarsi dalla trappola di ghiaccio ma invano: Lucifero non riesce a sollevarsi e rimane quindi eternamente sconfitto. Subito dopo, tutto ruota, il mondo si capovolge e il paesaggio infernale scompare.
Nel finale i dannati, ancora immersi nel buio, cantano l'amore perverso che ora li incatena impedendo loro di riveder le stelle. Il vero amore di Beatrice libera invece Dante, che ritorna a vedere il cielo dove le stelle danzano, annunciando l'arrivo della luce.

### Secondo Atto

#### Purgatorio
Dante e Virgilio si trovano sulla spiaggia dell'Antipurgatorio e Dante canta la speranza rinnovata e il desiderio di continuare a salire la grande Montagna del Purgatorio, in cima alla quale Beatrice lo attende per fargli toccare il Cielo.
Anche qui il suo viaggio è scandito da incontri con le anime di personaggi che offrono al Poeta l'occasione di scrutare più a fondo se stesso. È l'alba. I due vedono di nuovo arrivare verso di loro una barca, questa volta guidata da un Angelo che conduce le anime dei penitenti. Non appena si accorgono della presenza di Dante, uomo vivo in mezzo a loro, le anime si raccomandano al suo ricordo. Tra queste, Pia de' Tolomei. Nel suo canto Ricordati di me! e nelle danze che lo accompagnano non c'è più il dolore delle anime incontrate nell'Inferno ma la serenità e la speranza di una felicità senza fine.
Giunto a metà del suo viaggio ultraterreno, Dante si lascia andare al canto di nostalgia del viaggiatore e dell'esule fin quando giunge ad una porta, sulla cui soglia vi è un Angelo che, dopo aver marcato Dante con il segno della Penitenza, lo lascia entrare nel Purgatorio. Al di là della Porta, Dante attraversa un fuoco dove ogni amore terreno viene purificato. Lì ritrova l'amico Guido, anche lui poeta. In una festosa danza, anziché soffrire e lamentarsi, in quel luogo tutti cantano ancora l'amore forza che muove ogni cosa, tormento e gioia. Oltre questo fuoco Dante sa che Beatrice lo attende ed è arrivato anche il momento per Virgilio di fermarsi e dire addio a Dante, dichiarandolo libero e signore di se stesso, non potendo proseguire oltre e accompagnarlo fino al Paradiso.

#### Paradiso
Giunto in cima al Monte del Purgatorio, Dante si trova ancora in una foresta, simile alla selva nella quale aveva iniziato il viaggio ma stavolta si tratta di una foresta piena di luce. A introdurlo in questo nuovo mondo è Matelda, unica e misteriosa abitante del Paradiso Terrestre, che canta la beatitudine di coloro che giungono in quel giardino.
Al termine del suo canto arriva una maestosa processione e, sul carro del Grifone, Beatrice va incontro a Dante e, con sua grande sorpresa, lo rimprovera duramente, accusandolo di aver tradito il suo amore poiché, dopo la sua morte, ancora attaccato alla sua immagine terrena, non è più riuscito a credere in quella Bellezza che supera ogni esperienza sensibile e in quella Verità che la trascende.
Solo dopo aver riconosciuto e confessato la sua colpa, con sincere lacrime di pentimento ed essere stato purificato con l'acqua del fiume Letè, Dante può finalmente essere introdotto in Paradiso. Beatrice in duetto con Dante canta la bellezza dell'Amore che riempie della sua Gloria tutte le cose. Nei Cieli, anche Piccarda Donati, Tommaso d'Aquino e Bernardo di Chiaravalle descrivono il Paradiso e si uniscono a loro nella Danza del cielo.
Successivamente cantando il Vergine Madre Bernardo invita Dante a guardare negli occhi di Maria per avere la visione dell'Amore assoluto. La gioia di Dante esplode nel concertato finale, dove ogni personaggio canta l'Amor che move il sole e l'altre stelle.

## Canzoni

### Atto I
- 1 Overture - Lotta in cielo
- 2 "Notte" (Aria di Dante)
- 3 Beatrice sulla montagna
- 4 Le tre Fiere
- 5 Apparizione di Virgilio
- 6 "Per me si va nella città dolente"
- 7 Davanti alla porta dell'Inferno
- 8 Le anime davanti alla porta
- 9 "Guai a voi"
- 10 Dialogo con Caronte
- 11 La tempesta infernale
- 12 Aria di Francesca
- 13 Sullo Stige
- 14 La città di Dite
- 15 Le Furie
- 16 Apertura delle mura
- 17 La foresta dei suicidi
- 18 Aria di Pier
- 19 Malebranche
- 20 Fiammelle nelle tenebre
- 21 Aria di Ulisse
- 22 Nel Cocito
- 23 "Io fui il conte Ugolino"
- 24 Apparizione di Lucifero
- 25 A riveder le stelle

### Atto II
- 1 Sulla spiaggia del Purgatorio
- 2 "In exitu Israel"
- 3 L'ombra di Dante
- 4 "Ricordati di me"
- 5 Ai piedi della Santa Montagna
- 6 Aria di Manfredi
- 7 "Salire con l'umiltà"
- 8 L'ora che volge il disio
- 9 Il Serpente
- 10 L'Angelo della penitenza
- 11 "O superbi cristian"
- 12 Il fuoco dei poeti
- 13 Addio di Virgilio
- 14 Aria di Matelda
- 15 Processione del Grifone
- 16 "Vieni, amica mea". Apparizione di Beatrice
- 17 Beatrice e Dante (duetto)
- 18 Salita al Paradiso
- 19 La danza del Cielo
- 20 Preghiera alla Vergine
- 21 "L'Amor che move il sole e l'altre stelle"

## Premi
- 2008 "Diploma di benemerenza" e "Medaglia d'oro" della Società Dante Alighieri a Marco Frisina per il progetto e musiche dell'opera "La Divina Commedia"
- 2008 "Premio Dante Alighieri" della Pontificia Università Urbaniana di Roma a Marco Frisina per l'opera "La Divina Commedia"
- 2019 e 2020 “Premio Persefone” come “Miglior Musical dell’anno”
- “Medaglia d’Oro” della Società Dante Alighieri per l’attinenza al testo originale
- 2021 Partecipazione all’evento “Senato & Cultura” presso il Senato della Repubblica con il riconoscimento di prodotto artistico d’eccellenza